# Bulletin de la Société Sciences Nat
Le Bulletin de la Société Sciences Nat  est un périodique d'entomologie qui fut édité par Sciences Nat et qui commença à paraître en 1972.

## Réalisation

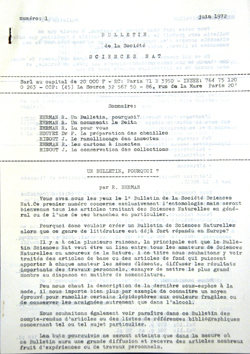
Première page du premier numéro

Ce journal a été au début dactylographié et imprimé à Venette par Sciences Nat sur une petite machine à duplication à l'aide de stencils qui était tournée à la main avec une manivelle.
En 1974, il a été produit par des photocopies sur une machine Rank Xerox, en 1977, sur une petite machine Gestetner et les pages mises ensemble et agrafées.
En 1978, la frappe des textes est effectuée sur une Varityper, ce qui oblige à taper le texte deux fois, en 1979, avec une machine offset plus performante qui permet le repérage, et donc la justification des couleurs.
En 1980, il y avait huit planches en couleur qui mettait la revue à la tête des journaux entomologiques par la qualité de ses illustrations.
En 1984, le Bulletin est enfin imprimé par un professionnel.
Le nombre de pages de chaque numéro varie de huit (les premiers numéros) à soixante (numéro double 75-76).
Il y a cependant certaines erreurs: ainsi toutes les pages du Bulletin 80 sont notées Bulletin 79.
Presque tous les articles ont été écrits en français, presque tous avec des schémas et la plupart d'entre eux avec des photos en couleurs.

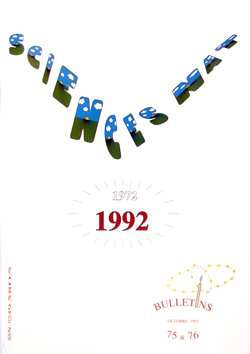

## Auteurs
Au cours des vingt premières années, il y a eu plus de 150 auteurs différents qui ont publié dans la revue.
Ils étaient coléoptéristes comme Vincent Allard (Cetoniidae),  Jean-Pierre Lacroix (Lucanidae), P. Arnaud (Cetoniidae), R.-P. Dechambre (Dynastidae), Thierry Porion (Curculionidae); Th. Deuve (Carabidae), Patrick Bleuzen (Buprestidae), H. Bohmans (Lucanidae), J. Rigout (Cetoniidae), Leplat J. (piègeage aérien) et P. Téocchi (Lamiinae) et lépidoptéristes comme Claude Herbulot (Geometridae), Ph. Darge (Charaxinae), B. Turlin (Charaxinae), G. Deslisle (Papilionidae), J. Haxaire (Sphingidae), Gilles Terral (Saturniidae), Hervé de Toulgoët (Arctiidae), et J.-C. Weiss (Parnassiinae)

## Édition
Au début, le Bulletin a été envoyé gratuitement aux entomologistes français, puis en 1975 une petite contribution a été demandée et plus de 400 abonnements ont été reçus. Ils étaient 450 en 1977.
En 1978, les abonnés ont été de 610, dont 550 en France, le nombre a augmenté à 670 l'année suivante.
Ensuite, les abonnements ont varié entre 650 et 950.
Le dernier numéro, 83, a été publié en 1995.

## Taxa décrits
832 taxa ont été décrits dont : 667 Coléoptères, 158 Lépidoptères, 1 Hyménoptère et 6 Arachnides.